# Schiffbauingenieur
Der Schiffbauingenieur beschäftigt sich mit der Planung und der Überwachung des Baus von Schiffen.

## Studium
Voraussetzung zum Studium ist ein fachlicher oder allgemeiner Schulabschluss mit Hochschulzugangsberechtigung.
Wie in den meisten Studiengängen ist das Diplom in der Regel abgeschafft, wogegen sich einige Universitäten heftig, aber erfolglos wehrten. Nun studiert man in der Regel den siebensemestrigen Bachelor, auf den man mit dem dreisemestrigen Master anschließen kann. Erst der Master ist dem ehemaligen Diplom gleichwertig.
An folgenden deutschen Hochschulen und Universitäten kann man Schiffbau studieren:
- Fachhochschule Kiel
- Hochschule Bremen
- Technische Universität Berlin
- Technische Universität Hamburg
- Universität Duisburg (Nur noch als Vertiefung im Studiengang Maschinenbau)
- Universität Rostock

## Bekannte Schiffbauingenieure
- Charles Sheldon (1655–1739)
- Thomas Slade (1703–1771)
- Jacques-Noël Sané (1740–1831)
- William Froude (1810–1879)
- Benjamin F. Isherwood (1822–1915)
- Carl Ferdinand Steinhaus (1826–1899)
- Ernst Otto Schlick (1840–1913)
- Siegfried Popper (1848–1933)
- Robert Zimmermann (1851–1912)
- Ulrich Gabler (1913–1994)
- Ernst Nicol (1923–2022)
- Martin Gerike (1930–2017)
- Torsten Conradi